# Angel Kerezov
 (février 2014).
Si vous disposez d'ouvrages ou d'articles de référence ou si vous connaissez des sites web de qualité traitant du thème abordé ici, merci de compléter l'article en donnant les références utiles à sa vérifiabilité et en les liant à la section « Notes et références ».
Angel Kerezov (né le 24 juillet 1939) est un lutteur bulgare spécialiste de la lutte gréco-romaine. Aux Jeux olympiques d'été de 1964, il remporte la médaille d'argent dans la catégorie des -52 kg.

## Palmarès

### Jeux olympiques
- Jeux olympiques de 1964 à Tokyo,  Japon
  -  Médaille d'argent